# Chirk Tunnel
De Chirk Tunnel is een scheepvaarttunnel bij Chirk in het Welshe county borough Wrexham. De tunnel bevindt zich net ten noorden van het Chirk-aquaduct op het Llangollen Canal, dat Llangollen met Hurleston verbindt.
De tunnel werd ontworpen door de ingenieurs William Jessop en Thomas Telford in opdracht van de Ellesmere Canal Company. De bouw werd gestart in 1794, door een diepe sleuf in het landschap te graven, om een perfecte baksteenconstructie te maken, die snel werd afgedekt met klei en stenen om de baksteenconstructie waterdicht te maken. In 1802 werd de tunnel, samen met de even verderop gelegen kortere Whitehouse Tunnel, geopend voor het scheepvaartverkeer. Deze twee tunnels op het toenmalige Ellesmere Canal zijn significant omdat ze al tijdens de bouw van een jaagpad werden voorzien. Vroegere tunnels werden zo smal mogelijk gemaakt (wat goedkoper was en sneller ging), maar daardoor moesten de boten door middel van legging door de tunnels geduwd worden, wat trager ging en veel mankracht vergde. De ingenieurs Jessop en Telford haalden hun idee bij de Tunnel van Malpas op het Canal du Midi in Frankrijk.
De tunnel is 420 m lang en net breed genoeg voor een standaard narrowboat. Kruisen is niet mogelijk in tunnel, maar de tunnel is kaarsrecht zodat je makkelijk kan zien of er al een tegenligger in de tunnel is.